# Lenders (Oechsen)
Lenders ist ein Ortsteil von Oechsen im Wartburgkreis in Thüringen.

## Lage
Lenders befindet sich etwa einen Kilometer Luftlinie südlich des Hauptortes am südlichen Rand des Oechsetales. Über Lenders führt ein schmaler Fahrweg (heute Abschnitt des Thüringer Jakobsweges) in das südlich angrenzende Kohlbachtal nach Gerstengrund, Zitters und Kranlucken. Die geographische Höhe des Ortes beträgt 555 m ü. NN.
Eine steile Zufahrt verbindet den Ortsteil mit der viel befahrenen Landesstraße L 1026 (Dermbach–Geisa). Wegen der geringen Einwohnerzahl befindet sich die Haltestelle des ÖPNV an der 500 m entfernten Einmündung in die Landesstraße, die wenigen Schulkinder fährt ein Taxiunternehmen.

## Geschichte
Lenders wurde erstmals 1484 urkundlich erwähnt. Er gehörte über Jahrhunderte zum fuldischen Amt Geisa/Rockenstuhl.
Vom damals gewählten Standort kann man auf die Erschließung der Flächen für die Ernährung der wachsenden Bevölkerung schließen. Am 30. Juni 2009 wohnten 22 Einwohner im Ortsteil.

## Sehenswürdigkeiten
- Lenders besitzt eine Gastwirtschaft und mehrere denkmalgeschützte Fachwerkhäuser.
- Am Ort führen mehrere Rad- und Fernwanderwege vorbei.
- Ein 2007 von der Dorfjugend aufgebauter „Brunnen“ zeigt mythologische Szenen aus der griechischen Antike.